# Fucilazione

Il 3 maggio 1808 di Francisco Goya, Museo del Prado, Madrid

La fucilazione è un metodo di esecuzione capitale compiuto con armi da fuoco, in cui uno o più individui — definiti nella fattispecie plotone d'esecuzione — sparano al condannato provocandone la morte.

## Storia
Assimilabile per certi versi alla trafittura con frecce, la fucilazione è storicamente ricondotta a crimini commessi in tempo di guerra quali diserzione e tradimento: frequente era inoltre l'utilizzo di essa contro i prigionieri in campi di tortura e concentramento. La rapida morte dovuta alla raffica di proiettili contro il corpo ne ha talvolta costituito un'alternativa a metodi potenzialmente più cruenti e sofferenti per i condannati quali iniezione letale, camera a gas, impiccagione e sedia elettrica.

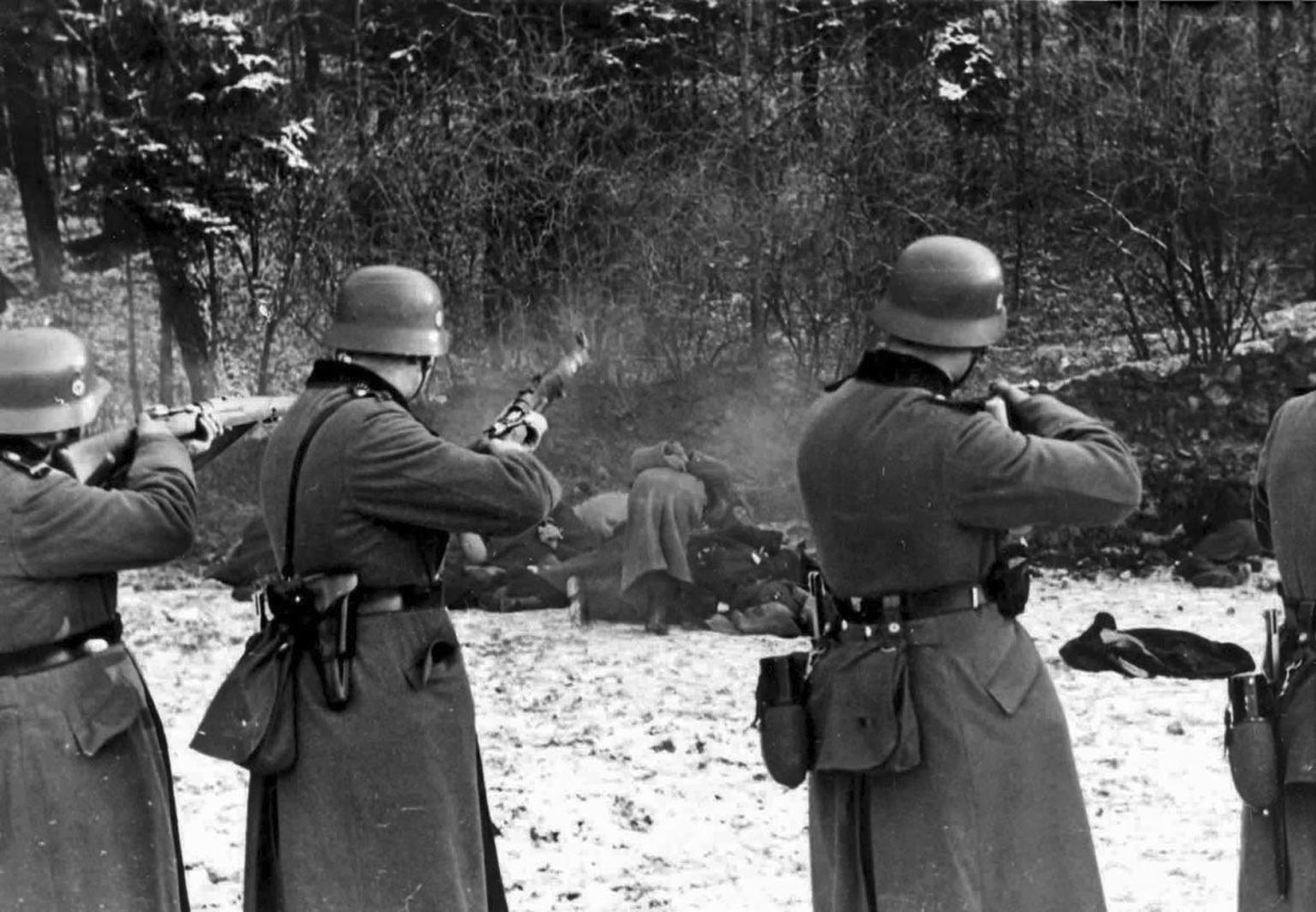
I soldati tedeschi delle SS nella seconda guerra mondiale mentre fucilano civili polacchi.

Per sollevare i membri del plotone dalla responsabilità di un omicidio, una delle armi è solitamente caricata a salve anziché con munizioni reali; in caso di fucilazione compiuta da un singolo, lo sparo avviene invece contro la testa o un altro organo vitale del condannato al fine di assicurarne una morte veloce e potenzialmente indolore.

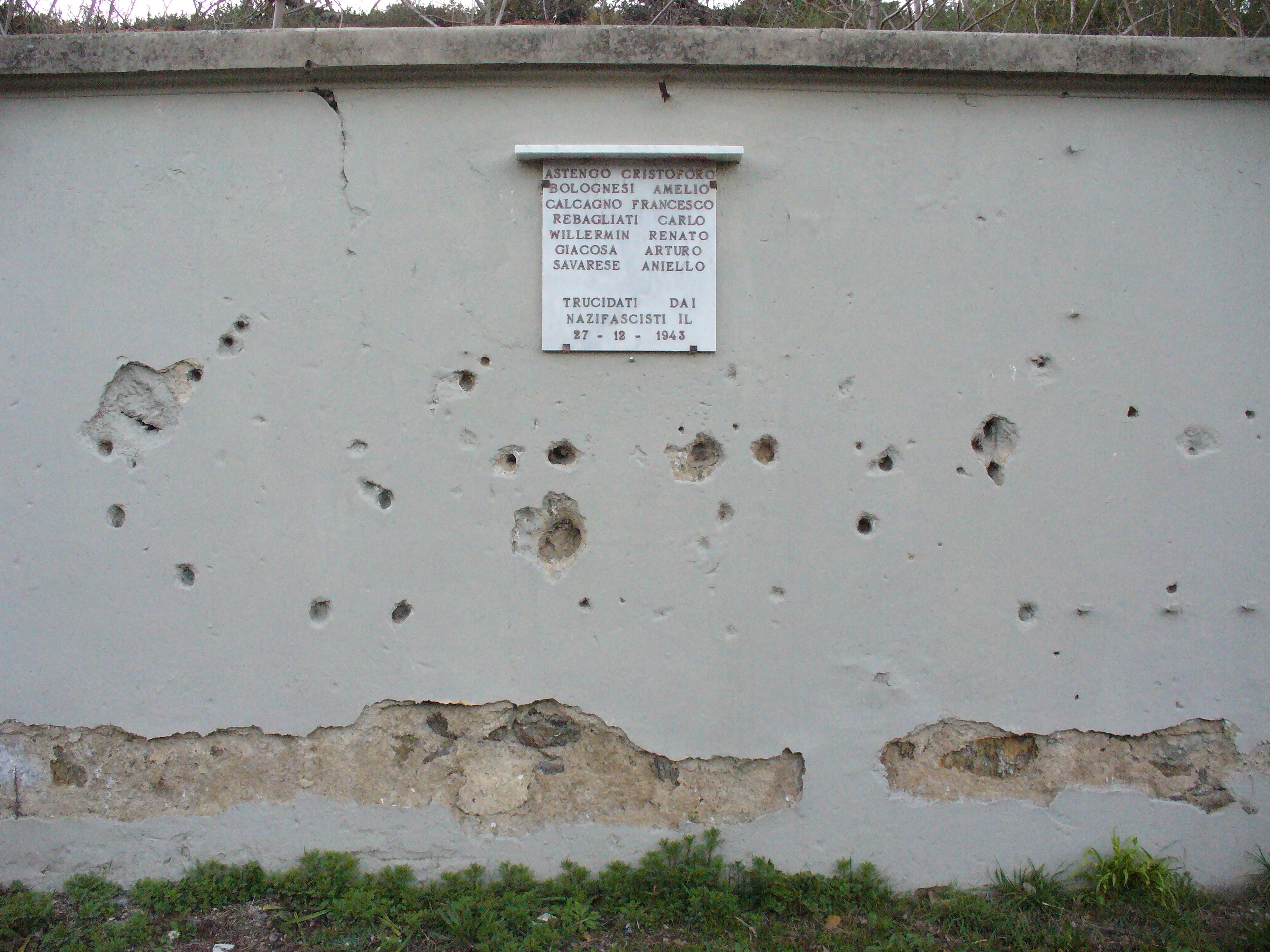
Ancora oggi ci sono posti in cui restano visibili i segni delle fucilazioni (in questa foto il muro è stato imbiancato per non dar disturbo alle persone più impressionabili dalle macchie di sangue)

### In Italia
La fucilazione era la pena più grave comminata dai Codici militari italiani (art. 8-29 Codice Penale Esercito - art. 7-31 Codice Penale Marina) e rappresentava l'unico modo contemplato dalla vecchia legislazione militare italiana per infliggere la pena di morte. Si distingue in fucilazione al petto e fucilazione alla schiena.
La prima era comminata per reati gravissimi ma non disonoranti. Veniva compiuta da un drappello di dodici soldati e di un caporale, scelti per anzianità fra tutte le compagnie presenti nella Sede del Corpo al quale apparteneva il condannato. Per l'esecuzione, l'ufficiale più elevato in grado schierava le truppe e fatte presentare le armi, leggeva la sentenza. Faceva avanzare il condannato, che poteva essere assistito da un ministro del culto e, dopo averlo fatto sedere, gli faceva bendare gli occhi. Se il condannato lo chiedeva poteva essere lasciato in piedi e senza benda. Poi il plotone compiva la sua missione.
La fucilazione alla schiena era infamante e veniva comminata per i reati che denotavano l'estrema ignominia. Prima della fucilazione nella schiena, si compiva la degradazione, poi si passava all'esecuzione: il condannato veniva fatto sedere, bendato, con le spalle rivolte al plotone di esecuzione; il plotone stesso, se già presente sul posto prima del condannato, era schierato di spalle, in modo che condannato e plotone non si guardassero mai in faccia; dopo il dietro-front del plotone veniva eseguita la sentenza.

Caricare!

Puntare!

Fuoco!»
(Gli ordini dati dal comandante del plotone per portare a termine la condanna)
Dopo la scarica dei soldati, in genere il comandante si avvicinava al corpo del condannato e gli sparava a bruciapelo nella nuca con una pistola: il colpo di grazia.
In caso di commutazione di pena, la differenza fra le due era notevole: la fucilazione al petto veniva commutata in reclusione militare, quella alla schiena in lavori forzati a vita.

In Italia, l'ultima fucilazione fu eseguita il 5 marzo 1947 a La Spezia nei confronti di tre ex responsabili della Repubblica Sociale, circa alle 5 del mattino presso Forte Bastia. I condannati furono Aurelio Gallo, di Udine, capo di un sedicente "servizio investigativo autonomo" presso il comando provinciale della Spezia della Guardia Nazionale Repubblicana; l'ex capitano della G.N.R. e questore ausiliario della Spezia, Emilio Battisti, di Trento, e l'ex maresciallo della G.N.R. Aldo Morelli, tutti già condannati a morte nel maggio 1946, dalla Corte di Assise locale, per collaborazionismo. L'esecuzione fu sofferta, poiché il plotone dovette far fuoco una seconda volta in quanto la prima scarica uccise solo il maresciallo Morelli, mentre l'ex questore restò ferito a terra e Gallo illeso. Dopo la prima scarica Gallo disse, rivolto al plotone: 
 Il condannato si riferiva alla tradizione di non ripetere la manovra una seconda volta se dopo la prima scarica qualcuno risultava illeso. Tra le vittime celebri del plotone d'esecuzione rientrarono anche i martiri del Campo di Marte — uccisi a Firenze il 22 marzo 1944 — e gli autori della strage di Villarbasse, giustiziati a Torino il 4 marzo 1947.
La Costituzione italiana, approvata il 27 dicembre 1947 ed entrata in vigore il 1º gennaio 1948, abolì definitivamente la pena di morte per tutti i reati comuni e militari commessi in tempo di pace. La misura venne attuata con il decreto legislativo n. 22 del 22 gennaio 1948 (Disposizioni di coordinamento in conseguenza dell'abolizione della pena di morte). La pena di morte rimase nel codice penale militare di guerra fino alla promulgazione della legge n. 589 del 13 ottobre 1994 (in Gazzetta Ufficiale 25 ottobre 1994 n. 250), che l'abolì sostituendola con la massima pena prevista dal codice penale.

### In Brasile
Nel 1825, il sacerdote Frei Joaquim do Amor Divino Rabelo "Caneca" fu condannato a morte per impiccagione, colpevole di insurrezione contro il Governo imperiale. Tuttavia i boia si rifiutarono di uccidere un sacerdote. Così, Frei Caneca fu legato alla forca e giustiziato da un plotone di esecuzione.
L'ultima esecuzione in Brasile fu portata a termine a Macaé, nello stato di Rio de Janeiro tramite impiccagione. Dal 1891, la fucilazione tramite plotone di esecuzione è l'unico metodo di esecuzione capitale legale in Brasile. Durante il periodo dittatoriale (1937-1983) la pena di morte era indicata per i "crimini contro la sicurezza nazionale". L'unica condanna a morte emessa sotto la Legge della sicurezza nazionale fu nei confronti di Theodomiro Romeiro Santos che fu condannato nel 1970 per l'uccisione di un sergente della Força Aérea Brasileira (l'aviazione militare brasiliana) a Salvador, capitale dello stato di Bahia, ma il presidente Emílio Garrastazu Médici commutò la pena in ergastolo dando seguito a un appello della Chiesa cattolica.
Al giorno d'oggi, la pena di morte in Brasile è legale solo per i crimini militari commessi in tempo di guerra, ma non è mai stata applicata.

### In Canada
In Canada sono stati fucilati venticinque militari per crimini di guerra, codardia e diserzione durante la prima guerra mondiale.
Durante la seconda guerra mondiale fu giustiziato solo un militare, il soldato Harold Pringle del "The Hastings and Prince Edward Regiment". Pringle fu giustiziato in Italia nel 1945 per omicidio. Il romanzo Execution è una trattazione ispirata a questa vicenda, da cui è stato tratto anche il film per la televisione Firing Squad. In genere, i plotoni di esecuzione canadesi e l'imposizione della pena capitale sono stati modellati sul sistema giudiziario militare britannico.

### In Finlandia

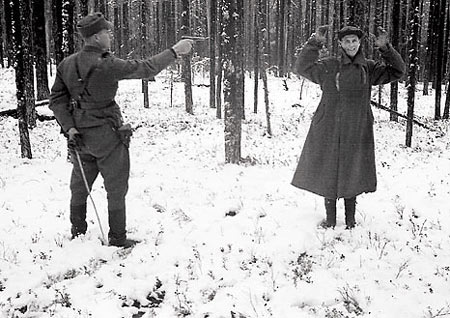
Un soldato finlandese giustizia una spia sovietica nel 1942

La pena di morte è stata largamente usata durante e dopo la guerra civile finlandese (27 gennaio - 16 maggio 1918); circa 9 700 finlandesi furono giustiziati durante la guerra e dopo. La maggior parte delle esecuzioni furono portate a termine attraverso fucilazione con plotone di esecuzione dopo sommari processi semi-illegali. Solo circa 250 persone furono condannate a morte in modo legale.
Durante la seconda guerra mondiale circa cinquecento persone furono giustiziate, per la metà spie. Le cause più frequenti della pena di morte per cittadini finlandesi erano tradimento e alto tradimento, disobbedienza e codardia (questi ultimi due per i militari). Quasi tutti i processi furono celebrati presso una corte marziale. La maggior parte delle esecuzioni fu portata a termine dalla polizia militare del reggimento o, in caso di spie, dalla polizia militare locale. La maggior parte delle esecuzioni ebbero luogo nel 1941 e durante l'offensiva estiva sovietica del 1944. L'ultima condanna a morte fu emessa nel 1945 per omicidio, ma fu successivamente commutata in carcere a vita.
In Finlandia, la pena di morte fu abolita nel 1949 per i crimini commessi in tempo di pace, e nel 1972 per tutti i crimini. La Finlandia ha aderito al secondo protocollo opzionale della convenzione internazionale sui diritti civili e politici, che prevede l'abolizione della pena di morte in tutte le circostanze.

### Negli Stati Uniti d'America
Casi celebri in territorio statunitense riguardarono Eliseo Mares e James Rodgers, giustiziati rispettivamente il 10 settembre 1951 e il 30 marzo 1960: Mares incorse in un lungo decesso dopo che i tiratori ebbero mancato il bersaglio, mentre Rodgers richiese ironicamente un giubbotto antiproiettile quale ultimo desiderio. Singolare anche quanto avvenuto il 14 settembre 1962, data prevista per l'esecuzione dei complici assassini Mack Merrill Rivenburgh e Jesse Garcia: al secondo venne riconosciuta la commutazione della pena in ergastolo, mentre il primo si uccise ingerendo una fialetta di cianuro poche ora prima di affrontare il plotone.
La successiva moratoria indotta dalla vicenda Furman vs. Georgia bloccò le esecuzioni capitali dal 1972 al 1976, prima che la pena venisse dichiarata in linea coi principi della Costituzione.
Prevista nello Utah e nell'Idaho, il 17 gennaio 1977 una nuova fucilazione ebbe luogo a Salt Lake City nei confronti di Gary Mark Gilmore (alla cui storia è dedicato il libro Il canto del boia). Quest'ultimo dichiarò di aver scelto tale metodo per «complicare i piani allo stato»; identica decisione fu assunta da John Albert Taylor, il quale — rifiutando di chiedere un appello grazie a cui la sentenza avrebbe conosciuto un rinvio o addirittura la conversione in ergastolo — venne giustiziato a Draper il 26 gennaio 1996.
L'abolizione avvenne quindi nei succitati stati, rispettivamente nel 2004 e 2009: la mancanza di carattere retroattivo della legge ne consentì la richiesta da parte di Ronnie Lee Gardner, ucciso a Salt Lake City il 18 giugno 2010. La crescente difficoltà nel reperire farmaci utili all'iniezione letale determinò un progressivo ripristino, inaugurato proprio dallo Utah nel 2015: fecero seguito in tal senso Mississippi, Oklahoma e Carolina del Sud (quest'ultima nel maggio 2021). La prima esecuzione in seguito a tali cambiamenti legislativi è avvenuta il 7 marzo 2025 in Carolina del Sud, dopo quasi 15 anni dall'ultima fucilazione negli USA.
Di norma compiuta in assenza di testimoni, l'esecuzione avviene con il condannato — solitamente vestito con tuta e un cappuccio rimosso poco prima degli spari — assicurato da cinghie ad una sedia in ferro: attorno ad essa sono posti sacchi in sabbia per frenare eventuali proiettili di rimbalzo e una bacinella per raccogliere il sangue, evitando contagi legati all'AIDS. Il cuore è individuato da un bersaglio bianco, al quale i membri del plotone — scelti per estrazione oppure tra i funzionari dello stato, protetti dall'anonimato e compensati economicamente per la partecipazione — mirano attraverso feritoie poste nel muro: in caso di sopravvivenza alla prima scarica, la vittima (cui è concessa un'ultima dichiarazione) viene lasciata morire per dissanguamento.